# Wiesentheid
Wiesentheid er en købstad (markt) i Landkreis Kitzingen i Regierungsbezirk Unterfranken, i den tyske delstat Bayern. Den er administrationsby i Verwaltungsgemeinschaft Wiesentheid.

## Geografi
Wiesentheid ligger i Region Würzburg (Bayerische Planungsregion 2).
I kommunen er der ud over Wiesentheid, landsbyerne Feuerbach, Geesdorf, Reupelsdorf og Untersambach.